# Narathura kalima
Narathura kalima är en fjärilsart som beskrevs av Evans 1957. Narathura kalima ingår i släktet Narathura och familjen juvelvingar. Inga underarter finns listade i Catalogue of Life.